# Natalia Lobo
Natalia Lobo, nascida Natalia Sarraute (Azul, Província de Buenos Aires, 17 de outubro de 1969), é uma atriz e cantora argentina.

## Televisão
| Televisão | Televisão                              | Televisão                                 | Televisão           |
| Ano       | Título                                 | Personagem                                | Canal               |
| --------- | -------------------------------------- | ----------------------------------------- | ------------------- |
| 1992      | Son de diez                            |                                           | Canal 13            |
| 1993      | Mi cuñado                              |                                           | Telefe              |
| 1995      | Chiquititas                            | Ginette Monier                            | Telefe              |
| 1995      | Nico                                   | Varios                                    | Telefe              |
| 1996      | Sueltos                                |                                           | Canal 13            |
| 1997      | Señoras y señores                      | Raquel                                    | Canal 13/América TV |
| 1998      | La mujer del presidente                | Adriana                                   | Telefe              |
| 2000-2001 | Ilusiones compartidas                  | Elsa                                      | Canal 13            |
| 2003      | Infieles                               | Ep: "La ventana indiscreta"               | Canal 9             |
| 2003      | Hospital público                       | Dra. Florencia Lozano                     | América TV          |
| 2003      | Tres son multitud                      | Silvia                                    | Telecinco           |
| 2003      | Mujeres en rojo: Pasión                | Ep: "Rojo pasión"                         | Telefe              |
| 2003      | Amor en custodia                       | Sandra                                    | Telefe              |
| 2003      | Paraíso Rock                           | Lourdes                                   | Canal 9             |
| 2005      | Botines                                | Ep: "Un millon y medio de razones"        | Canal 13            |
| 2005      | Conflictos en red                      | Paula                                     | Telefe              |
| 2003      | Se dice amor                           | Ivana                                     | Telefe              |
| 2006      | El tiempo no para                      | Silvina                                   | Canal 9             |
| 2009-2010 | Herencia de amor                       | Morena                                    | Telefe              |
| 2010      | Epitafios                              | Dra. Gabriela Fridman                     | HBO                 |
| 2010      | Alguien que me quiera                  | Carola                                    | Canal 13            |
| 2011      | Recordando el show de Alejandro Molina | Beatriz Sarli                             | Canal 7             |
| 2011      | El hombre de tu vida                   | Luz Mendía                                | Telefe              |
| 2011      | Maltratadas                            | Ep: "La invitada"                         | América TV          |
| 2012      | Historias de corazón                   | Ep: "El deseo de ser mamá"                | Telefe              |
| 2013      | Qitapenas                              | Ángela Jones                              | Telefe              |
| 2014      | Somos familia                          | Flavia Carlucci                           | Telefe              |
| 2014      | Tu cara me suena 2                     | Chicago (Imitação)/ Participação especial | Telefe              |
| 2015      | Entre Canibales                        | Teresa Lemos Arenal                       | Telefe              |

## Cinema
| 2000 | Apariencias                       |
| 2002 | Assassination Tango               |
| 2003 | Pasión                            |
| 2004 | Diarios de motocicleta            |
| 2012 | Apaixonado por Minha Melhor Amiga |
| 2012 | La despedida                      |

## Teatro
| 1993      | Son de Diez                           |
| 1995      | The Rocky Horror Show                 |
| 2004-2005 | Te quiero, sos perfecto, cambia       |
| 2004      | Ella en mi cabeza                     |
| 2007-2008 | Mujeres Bonitas                       |
| 2008-2009 | Conversaciones después de un entierro |
| 2011      | Mujeres bonitas                       |
| 2012      | Te quiero sos perfecto...cambia       |

## Discografia
- Natalia Lobo (PolyGram, 1994)

### Lista de faixas
1. "La nostalgia"
2. "Mi corazón pertenece a papi"
3. "Camino de fuego"
4. "No hizo falta más"
5. "Peligrosa"
6. "Todo está bien"
7. "Estoy perdida"
8. "Diez minutos más"
9. "Mi corazón pertenece a papi"
10. "Estoy perdida"
11. "Todo está bien"
12. "Háblame de él"

## Prêmios
| Ano  | Prêmio         | Categoria                 | Trabalho indicado                 | Resultado |
| ---- | -------------- | ------------------------- | --------------------------------- | --------- |
| 2011 | Premios Clarin | Atriz revelação de teatro | Te quiero, sos perfecto... cambia | Indicado  |